# Ubila si del mene
»Ubila si del mene« je skladba fantovske skupine Game Over iz leta 2002. Glasbo in besedilo je napisal Štefan Čamič »Steffanio«.

## Snemanje
Producent je bil Zvone Tomac, snemanje pa je potekalo v studiu Tom v Mariboru. Skladba je kot edini singel izšla na njihovem debitantskem studijskem albumu lgra za 2 pri založbi Menart Records.

## Zasedba

### Produkcija
- Štefan Čamič »Steffanio« – glasba, besedilo
- Zvone Tomac – programiranje, aranžer, producent
- Teodor Amanović »Toš« – akustična kitara
- Tomaž Borsan – tonski snemalec

### Studijska izvedba
- Štefan Čamič »Steffanio« – vokal, rap
- Denis Vučak – vokal
- Mark Popović – vokal

## Mala plošča
Zgoščenka (CD)
- 1. »Ubila si del mene« (radio edit) – 3ː58
- 2. »Ubila si del mene« (instrumental) – 3ː58
- 3. »Ubila si del mene« (a cappella) – 3ː58
- 4. »Ubila si del mene« (bonus videospot, CD ROM)

## Nagrade
Za singel »Ubila si del mene« so prejeli zlato ploščo, za album »Igra za 2« pa dvojno platinasto ploščo (za več kot 20.000 izvodov) in kasneje še diamantno ploščo (za več kot 30.000 prodanih izvodov).